# Barbus

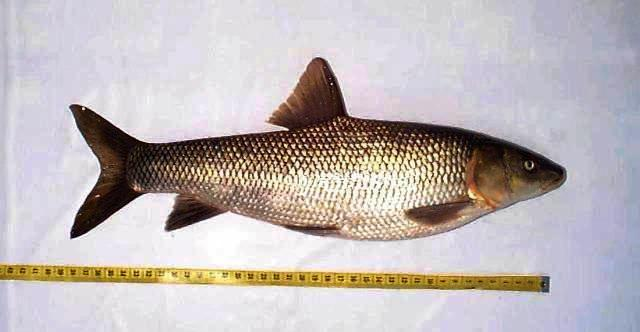
Barbus luteus

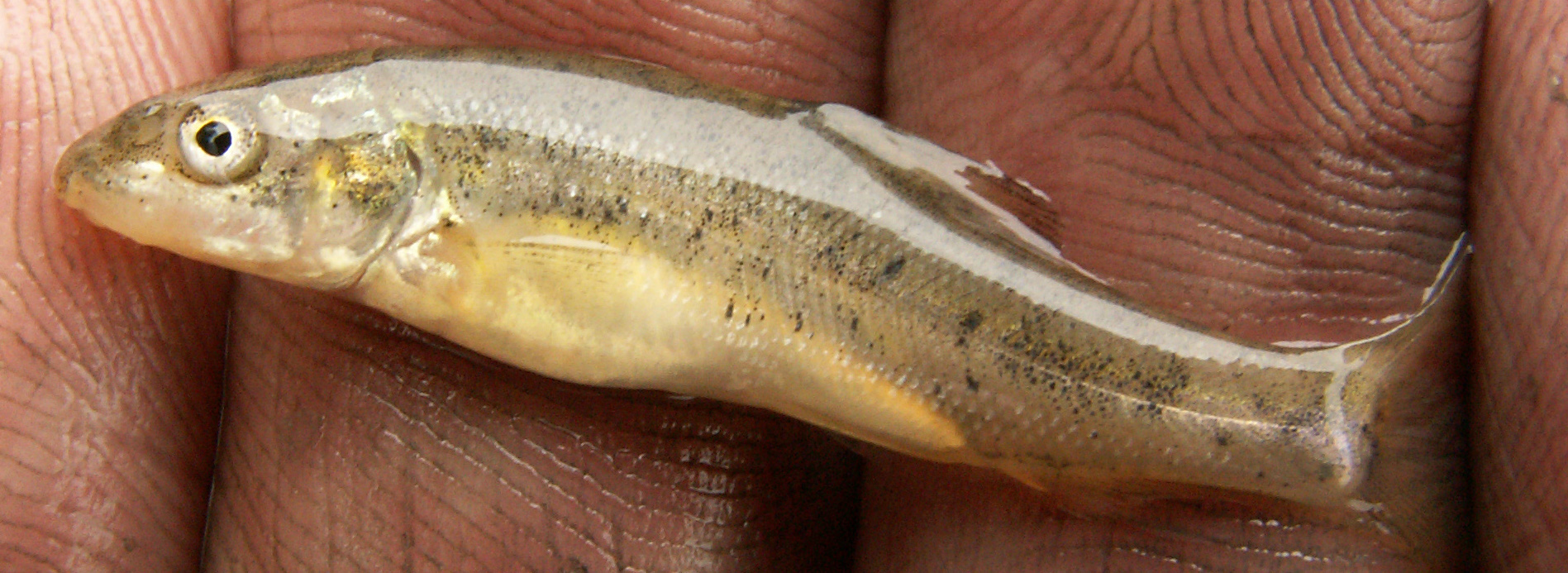
Barbus barbus

A Barbus, magyarul márnák a csontos halak (Osteichthyes) főosztályának sugarasúszójú halak (Actinopterygii) osztályába, a pontyalakúak (Cypriniformes) rendjébe, a pontyfélék (Cyprinidae) családjába, és az Barbinae alcsaládjába tartozó nem.

## Rendszerezés
A pontyfélék legnépesebb neme, melyhez 800 faj tartozik közülük az alábbi lista az ismertebbek közül 356 fajt sorol fel.
- Barbus – 352 faj
  - Barbus ablabes
  - Barbus aboinensis
  - Barbus acuticeps
  - Barbus acutirostris
  - Barbus afrohamiltoni
  - Barbus afrovernayi
  - albán márna (Barbus albanicus)
  - Barbus aliciae
  - Barbus alluaudi
  - Barbus aloyi
  - Barbus altianalis
  - Barbus altidorsalis
  - Barbus amanpoae
  - Barbus amatolicus
  - Barbus andrewi
  - Barbus anema
  - Barbus annectens
  - Barbus anniae
  - Barbus anoplus
  - Barbus ansorgii
  - Barbus apleurogramma
  - Barbus apoensis
  - Barbus arabicus
  - Barbus arambourgi
  - Barbus arcislongae
  - Barbus argenteus
  - Barbus aspilus
  - Barbus aspius
  - Barbus atakorensis
  - Barbus atkinsoni
  - Barbus atromaculatus
  - Barbus bagbwensis
  - Barbus balcanicus
  - Barbus barbulus
  - márna (Barbus barbus)
  - Barbus barnardi
  - Barbus barotseensis
  - Barbus batesii
  - Barbus baudoni
  - Barbus bawkuensis
  - Barbus bellcrossi
  - Barbus bifrenatus
  - Barbus bigornei
  - bihari márna (Barbus biharicus)
  - Barbus boboi
  - Barbus borysthenicus
  - Barbus bourdariei
  - Barbus brachygramma
  - Barbus brazzai
  - Barbus brevicephalus
  - Barbus breviceps
  - Barbus brevidorsalis
  - Barbus brevilateralis
  - Barbus brevipinnis
  - Barbus brevispinis
  - Barbus brichardi
  - Barbus bynni
  - Barbus cadenati
  - Barbus calidus
  - Barbus callensis
  - Barbus callipterus
  - Barbus camptacanthus
  - Barbus candens
  - Barbus caninus
  - Barbus canis
  - Barbus carcharhinoides
  - Barbus cardozoi
  - Barbus carens
  - Barbus carottae
  - Barbus carpathicus
  - Barbus castrasibutum
  - Barbus catenarius
  - Barbus caudosignatus
  - Barbus caudovittatus
  - Barbus cercops
  - Barbus chicapaensis
  - Barbus chiumbeensis
  - Barbus chlorotaenia
  - Barbus choloensis
  - Barbus ciscaucasicus
  - Barbus citrinus
  - Barbus claudinae
  - Barbus clauseni
  - Barbus collarti
  - Barbus compiniei
  - rózsás díszmárna (Barbus conchonius)
  - Barbus condei
  - Barbus congicus
  - Barbus crassibarbis
  - Barbus cyclolepis
  - Barbus dainellii
  - Barbus dartevellei
  - Barbus deguidei
  - Barbus deserti
  - Barbus dialonensis
  - Barbus diamouanganai
  - Barbus ditinensis
  - Barbus dorsolineatus
  - Barbus eburneensis
  - Barbus elephantis
  - Barbus ensis
  - Barbus erubescens
  - Barbus erythrozonus
  - Barbus ethiopicus
  - Barbus euboicus
  - Barbus eurystomus
  - Barbus eutaenia
  - Barbus evansi
  - Barbus fasciolatus
  - Barbus fasolt
  - Barbus figuigensis
  - Barbus foutensis
  - Barbus fritschii
  - Barbus gananensis
  - Barbus gestetneri
  - Barbus girardi
  - Barbus goktschaicus
  - Barbus gorgorensis
  - Barbus gorguari
  - Barbus greenwoodi
  - Barbus gruveli
  - Barbus grypus
  - Barbus guildi
  - Barbus guineensis
  - Barbus guirali
  - Barbus gulielmi
  - Barbus gurneyi
  - Barbus haasi
  - Barbus haasianus
  - Barbus habereri
  - Barbus harterti
  - Barbus holotaenia
  - Barbus hospes
  - Barbus huguenyi
  - Barbus huloti
  - Barbus hulstaerti
  - Barbus humeralis
  - Barbus humilis
  - Barbus humphri
  - Barbus hypsolepis
  - Barbus inaequalis
  - Barbus innocens
  - Barbus intermedius
  - Barbus issenensis
  - Barbus iturii
  - Barbus jacksoni
  - Barbus jae
  - Barbus janssensi
  - Barbus jubbi
  - Barbus kamolondoensis
  - Barbus kerstenii
  - Barbus kessleri
  - Barbus kissiensis
  - Barbus ksibi
  - Barbus kuiluensis
  - Barbus lacerta
  - Barbus lagensis
  - Barbus lamani
  - Barbus laticeps
  - Barbus lauzannei
  - Barbus leonensis
  - Barbus lepineyi
  - Barbus leptopogon
  - Barbus liberiensis
  - Barbus lineomaculatus
  - Barbus longiceps
  - Barbus longifilis
  - Barbus longissimus
  - Barbus lornae
  - Barbus lorteti
  - Barbus loveridgii
  - Barbus luapulae
  - Barbus lucius
  - Barbus lufukiensis
  - Barbus luikae
  - Barbus lujae
  - Barbus lukindae
  - Barbus lukusiensis
  - Barbus luluae
  - Barbus luteus
  - Barbus macedonicus
  - Barbus machadoi
  - Barbus macinensis
  - Barbus macroceps
  - Barbus macrolepis
  - Barbus macrophtalmus
  - Barbus macrops
  - Barbus macrotaenia
  - Barbus magdalenae
  - Barbus magniatlantis
  - Barbus malacanthus
  - Barbus manicensis
  - Barbus mariae
  - Barbus marmoratus
  - Barbus martorelli
  - Barbus massaensis
  - Barbus matthesi
  - Barbus mattozi
  - Barbus mawambi
  - Barbus mawambiensis
  - Barbus mbami
  - Barbus mediosquamatus
  - Barbus megastoma
  - Barbus melanotaenia
  - pisztrángmárna (Barbus meridionalis)
  - Barbus microbarbis
  - Barbus micronema
  - Barbus microterolepis
  - Barbus mimus
  - Barbus miolepis
  - Barbus mirabilis
  - Barbus mocoensis
  - Barbus mohasicus
  - Barbus motebensis
  - Barbus moulouyensis
  - Barbus multilineatus
  - Barbus mungoensis
  - Barbus musumbi
  - Barbus myersi
  - Barbus nanningsi
  - Barbus neefi
  - Barbus neumayeri
  - Barbus nigeriensis
  - Barbus nigrifilis
  - Barbus nigroluteus
  - Barbus niokoloensis
  - Barbus nounensis
  - Barbus nyanzae
  - Barbus oligogrammus
  - Barbus olivaceus
  - Barbus osseensis
  - Barbus owenae
  - Barbus oxyrhynchus
  - Barbus pagenstecheri
  - Barbus pallaryi
  - Barbus pallidus
  - Barbus paludinosus
  - Barbus papilio Banister
  - Barbus parablabes
  - Barbus parajae
  - Barbus parawaldroni
  - Barbus paytonii
  - Barbus pellegrini
  - Petényi-márna (Barbus peloponnesius)
  - Barbus perince
  - Barbus petchkovskyi
  - Barbus petitjeani
  - Barbus platydorsus
  - Barbus platyrhinus
  - olasz márna (Barbus plebejus)
  - Barbus pleurogramma
  - Barbus pleuropholis
  - Barbus pobeguini
  - Barbus poechii
  - Barbus prespensis
  - Barbus prionacanthus
  - Barbus profundus
  - Barbus progenys
  - Barbus pseudognathodon
  - Barbus pseudotoppini
  - Barbus puellus
  - Barbus pumilus
  - Barbus punctitaeniatus
  - Barbus pygmaeus
  - Barbus quadrilineatus
  - Barbus quadripunctatus
  - Barbus radiatus
  - Barbus raimbaulti
  - Barbus reinii
  - Barbus rhinophorus
  - Barbus rocadasi
  - Barbus rohani
  - Barbus rosae
  - Barbus roussellei
  - Barbus rouxi
  - Barbus roylii
  - Barbus ruasae
  - Barbus rubrostigma
  - Barbus sacratus
  - Barbus salessei
  - Barbus schoutedeni
  - Schubert díszmárnája (Barbus schuberti)
  - Barbus serengetiensis
  - Barbus serra
  - Barbus sexradiatus
  - Barbus somereni
  - Barbus stanleyi
  - Barbus stappersii
  - Barbus stauchi
  - Barbus stigmasemion
  - Barbus stigmatopygus
  - Barbus subinensis
  - Barbus sublimus
  - Barbus sublineatus
  - Barbus surkis
  - Barbus sylvaticus Loiselle
  - Barbus syntrechalepis
  - Barbus taeniopleura
  - Barbus taeniurus
  - Barbus tanapelagius
  - Barbus tangandensis
  - Barbus tauricus
  - Barbus tegulifer
  - Barbus tetrastigma
  - Barbus thamalakanensis
  - Barbus thessalus
  - szumátrai díszmárna (Barbus tetrazona)
  - karcsú díszmárna (Barbus titteya)
  - Barbus thysi
  - Barbus tiekoroi
  - Barbus tomiensis
  - Barbus tongaensis
  - Barbus toppini
  - Barbus trachypterus
  - Barbus traorei
  - Barbus treurensis
  - Barbus trevelyani
  - Barbus trimaculatus
  - Barbus trinotatus
  - Barbus trispiloides
  - Barbus trispilomimus
  - Barbus trispilopleura
  - Barbus trispilos
  - Barbus tropidolepis
  - Barbus truttiformis
  - Barbus tsanensis
  - Barbus turkanae
  - Barbus tyberinus
  - Barbus umbeluziensis
  - Barbus unitaeniatus
  - Barbus urostigma
  - Barbus urotaenia
  - Barbus usambarae
  - Barbus vanderysti
  - Barbus venustus
  - Barbus viktorianus
  - Barbus viviparus
  - ghánai márna (Barbus walkeri)
  - Barbus wellmani
  - Barbus wurtzi
  - Barbus yeiensis
  - Barbus yongei
  - Barbus zalbiensis
  - Barbus zanzibaricus